# Magha Puja
Magha Puja is een van de voornaamste gedenkdagen in het boeddhisme. Het gedenkt een spontane samenkomst van 1250 Arahant-discipelen van de Boeddha in het Veluvana-klooster. Deze 1250 volledig verlichte monniken besloten ieder op eigen initiatief, zonder een afspraak hierover gemaakt te hebben, om de Boeddha op de volle maan van de maand Magha een bezoek te brengen. Magha is een maand in de maankalender van het oude India, die normaal gesproken in februari of maart valt. Puja is Pali voor 'het betuigen van respect'.
Magha Puja is gericht op de gedenking van de Sangha, de discipelen van de Boeddha die een graad van verlichting behaald hebben. Daarom wordt de dag soms ook wel aangeduid als de 'dag van de Sangha'. Op Magha Puja zijn er vaak speciale Dhamma-toespraken, en komen de boeddhistische leken in groten getale naar de boeddhistische tempels om naar deze toespraken te luisteren en om giften te geven voor de fysieke ondersteuning van de boeddhistische monniken die in deze tempels verblijven. Bovendien zijn er in verschillende landen bepaalde gebruiken die typisch zijn voor Magha Puja: zo is het in Thailand sinds lange tijd de gewoonte om op Magha Puja met kaarsen in een processie rond het belangrijkste Boeddhabeeld van de tempel te gaan.
Volgens de in Thailand aanvaarde geschiedschrijving vindt Magha Puja als feestdag in het Theravada-Boeddhisme zijn oorsprong in een beslissing van Rama V om de dag in hoffelijke kringen in aan het hof verbonden tempels te vieren. Naderhand raakte het gebruik in Thailand in het algemeen in zwang. Als deze geschiedschrijving klopt, zou dit betekenen dat de viering van de gedenkdag van oorsprong een Thais gebruik is.

## Bijeenkomst van de vier factoren
Magha Puja is de dag is dat de Boeddha voor het eerst de Sangha als geheel op een formele wijze toesprak, en richtlijnen gaf voor het verspreiden van zijn leer. De bijeenkomst wordt ook wel in commentaren op de Tipitaka de bijeenkomst van de vier factoren wordt genoemd, omdat de bijeenkomst vier kenmerken had:
1. De bijeenkomst vond plaats op de volle maan, en was daarmee ook het begin van de Boeddhistische traditie om samen te komen op de volle en de nieuwe maan,[2] en in latere tijden op de dagen van alle vier belangrijke schijngestalten van de maan (volle en nieuwe maan, eerste en laatste kwartier). Dit werd later de traditionele Boeddhistische uposatha-dag of ‘rustdag’, alhoewel in veel Boeddhistische landen tijdens de koloniale periode deze traditie is vervangen door die van de zondag als rustdag. Wel is in veel Boeddhistische landen Magha Puja zelf een feestdag, waarop niet gewerkt wordt.
2. De traditie verhaalt dat niemand een enkel woord over de bijeenkomst had gerept, maar dat elk van deze leerlingen wist dat het moment hiertoe was aangebroken, door meditatief inzicht.
3. Er kwamen 1250 van de verlichte en meest gevorderde leerlingen van de Boeddha bijeen.
4. De Boeddha had hen allen zelf gewijd als monnik.

In de commentaren verschillen deze vier factoren op kleine punten; zo wordt de redevoering van de Patimokkha soms ook gerekend tot de lijst, en verschilt de volgorde van de factoren.

## Redevoering van de Patimokkha
De Boeddha gaf op Magha Puja een redevoering die later bekend zou worden als de redevoering van de Patimokkha (niet te verwarren met de term voor het geheel van monnikenregels). Deze zijn samengevat in drie korte verzen die gesproken werden door de Boeddha, en opgetekend in de Dhammapada:
"183. Kwaad nalaten, het goede doen,
de geest louteren:
dat is de lering van Boeddha's.
184. Lankmoedigheid, duldzaamheid, is de hoogste ascese,
de hoogste uitdoving, zeggen de Boeddha's.
Want niet heeft de wereld verzaakt wie een ander geweld aandoet
noch is een asceet wie anderen kwelt.
185. Niet krenken, niet kwetsen,
zelfbedwang volgens voorschrift,
matigheid in voedsel, wonen in eenzaamheid
en oefening in hogere gedachten:
dat is de lering van Boeddha's."
Dit is door sommige leraren ook wel omschreven als respectievelijk de principes, de doelstelling en de methode van de leer van de Boeddha. Opvallend is de nadruk op geweldloosheid (ahimsa of avihimsa), die vanaf het begin van het Boeddhisme sterk werd benadrukt.

## Nationale dag van de dankbaarheid
In 2006 kondigde de Thaise overheid een beleid aan om Magha Puja het thema te geven van 'Nationale dag van de dankbaarheid'. Dit om een overmatige interesse tegen te gaan onder Thaise jongeren voor Valentijnsdag. Magha Puja, dat in dezelfde periode valt, zou een tegenwicht moeten bieden als dag van de 'zuivere liefde' en dankbaarheid.